# Walesisk engelska
Walesisk engelska (engelska: Welsh English), anglowalesiska (engelska: Anglo-Welsh), eller wenglish är den variant av engelska som talas i Wales. Dialekterna är influerade av walesiskans grammatik, och även ord hämtas därifrån. Det finns också en gammal variant som talas runtom i Wales, från Cardiffdialekt till Sydwalesdalarna och Västwales. 